# Родословная владык Тотоникапана
«Родословная владык Тотоникапана» — условное название документа, найденного в 1834 году, в котором излагается история народа киче. По одной из гипотез, был составлен в 1554 году.

## История документа
В 1834 году группа индейцев, живших в городе Тотоникапан в Гватемале, добились от губернатора провинции, чтобы тот поручил местному священнику Хосе Чонаю перевести на испанский язык хранившийся у них документ. Местный судья по их просьбе освидетельствовал документ и заверил перевод, который после этого остался в судебном архиве. В 1860 году исследователь цивилизации майя Шарль-Этьен Брассёр де Бурбур снял с перевода копию, которая и стала единственным источником (о судьбе перевода и оригинала ничего не известно).
Именно Брассёр де Бурбур дал документу название. Современные исследователи констатируют, что оно не вполне удачно: в «Родословной владык Тотоникапана» речь идёт не о генеалогии правителей, а об истории целого народа киче до середины XIV века.
Существует предположение, что документ был составлен в 1554 году в Утатлане. Возможно, целью автора было доказать колониальным властям права аристократии киче на отдельные участки земли на тихоокеанском побережье.